# حسین‌آباد هفشلو
حسین‌آباد هفشلو، روستایی از توابع بخش ملارد شهرستان شهریار در استان تهران ایران است.

## جمعیت
این روستا در دهستان اخترآباد قرار دارد و براساس سرشماری مرکز آمار ایران در سال ۱۳۸۵، جمعیت آن ۶۷ نفر (۱۵خانوار) بوده‌است.